# فیض‌آباد (رودان)
فیض‌آباد، روستایی در دهستان جغین شمالی بخش جغین شهرستان رودان در استان هرمزگان ایران است.

## جمعیت
بر پایه سرشماری عمومی نفوس و مسکن در سال ۱۳۹۵، جمعیت این روستا برابر با ۶۲۲ نفر (۱۸۶ خانوار) بوده‌است.